# پروژه سکوت
پروژه سکوت (انگلیسی: Project Silence; کره‌ای: 탈출: 프로젝트 사일런스) یک فیلم در ژانر فاجعه دلهره‌آور محصول کره جنوبی سال ۲۰۲۳ به نویسندگی مشترک و کارگردانی کیم ته گون است. این فیلم در بخش میدنایت اسکرینینگ در هفتاد و ششمین جشنواره فیلم کن در ۲۱ مه ۲۰۲۳ به نمایش درآمد. این فیلم در ۱۲ ژوئیه ۲۰۲۴ در سینماهای کره جنوبی اکران شد.

## بازیگران

### اصلی
- لی سون کیون در نقش چا جونگ وون[۶]
- جو جی هون در نقش جو پارک
- کیم هی وون در نقش دکتر یانگ

### مکمل
- مون سونگ گون در نقش بیونگ هاک
- یه سو جونگ در نقش سون اوک
- پارک هی بن در نقش می ران
- پارک جو هیون در نقش یو را
- کیم ته وو در نقش جونگ هیون بک
- کیم سو آن در نقش چا کیونگ مین
- ها دو کوان در نقش کاپیتان کانگ